# 独孤永业
独孤永業（6世纪—580年），中国东魏、北齐大臣。字世基，本姓劉，中山郡（治今河北省定州市）人。

## 生平

### 早年
独孤永業幼年丧父，母亲再嫁独孤氏，他跟随母亲在独孤家養大，于是改姓独孤。独孤永業初为军士，被提拔为都督定州六州諸軍事，宿衛晋陽。高澄和他交谈很高兴，任命他为中外府外兵参軍。550年，北齐建立，被任命为中書舍人、豫州司馬。独孤永業有武艺、善歌舞，被齐文宣帝高洋看重。

### 守河洛
559年，出任河陽行台右丞，转任洛州刺史，又由刺史進升为行台左丞，加散騎常侍。独孤永業屯駐靠近北周边境的河陽。北周在黑澗築城，计划切断河陽糧道，独孤永業築鎮对抗。独孤永業由于治理边境的威信，升任行台尚書。564年，北周攻打洛州，独孤永業害怕刺史段思文不能坚守，驰入金墉城帮助守備。北周挖地道攻打，日夜攻防战三十日，北齐援軍到达，北周軍撤退。
独孤永業久在河南，善于招撫，归顺北齐的人以万计。他选二百人为心腹爪牙。战斗时为先鋒，以寡敌众，北周人非常害怕。加独孤永業儀同三司，给与厚賞。他性格剛直，不与权势人物交往。斛律光向独孤永業求要两个奴婢不得，于是在朝廷诋毁独孤永業。565年，独孤永業被召回鄴城担任太僕卿，乞伏貴和取代独孤永業赴任，西部边境开始衰弱，河洛人情骚动、治安恶化。

### 降北周
572年，齐后主派遣他去幽州捉拿斛律羨，就任北道行台僕射、幽州刺史。不久召为領軍将軍。河洛百姓多怀念独孤永業統治时期，北齐朝廷以西边疆场不安，任命他为河陽道行台僕射、洛州刺史。575年、北周武帝亲自攻打金墉，独孤永業出兵防御。他彻夜整備馬槽二千，北周人听说后，以为北齐大軍抵达，解围而去。独孤永業進開府儀同三司，封臨川王。576年，听说晋州战敗，请求出兵，朝廷没有同意，独孤永業非常憤慨。并州陷落，自身被北周常山公于翼进逼，派遣其子独孤須達为使者投降北周。北周武帝授永業为上柱国。578年，出任襄州总管。580年，尉迟迥等起兵反抗权臣杨坚，行軍总管崔彦穆担心独孤永业有反叛之心，于是将他收捕后诛杀。

## 延伸阅读
[在维基数据编辑]
 《北齊書·卷41》，出自李百药《北齊書》
 《北史·卷053》，出自李延壽《北史》